# 2026年冬季奥林匹克运动会南非代表团
2026年冬季奧林匹克運動會南非代表團是南非所派出的第25届冬季奥林匹克运动会代表团。这是该国第八次参加冬季奥林匹克运动会。

## 高山滑雪
南非已有一男取得高山滑雪參賽資格。

## 越野滑雪
南非已有一男取得越野滑雪參賽資格。